# Pontarachna aenariensis
Pontarachna aenariensis is een mijtensoort uit de familie van de Pontarachnidae. De wetenschappelijke naam van de soort is voor het eerst geldig gepubliceerd in 1983 door Mari & Morselli.